# Консепсьон (департамент, Парагвай)
Консепсьон (исп. Concepción) — департамент в Парагвае, занимает территорию в 18 051 км². Население составляет 179 450 чел. (2002), административный центр — город Консепсьон.

## География
Департамент расположен на северо-востоке Парагвая. Граничит с департаментами: Сан-Педро (на юге), Пресиденте-Аес (на западе), Амамбай (на востоке), Альто-Парагвай (на северо-востоке), а также Бразилией (на севере). Значительная часть границ проходит по рекам Апа и Парагвай.
Среднегодовая температура составляет 24 °C, возрастая летом до 39 °C и опускаясь зимой до 2 °C.

## Административное деление
Департамент подразделяется на 9 округов:

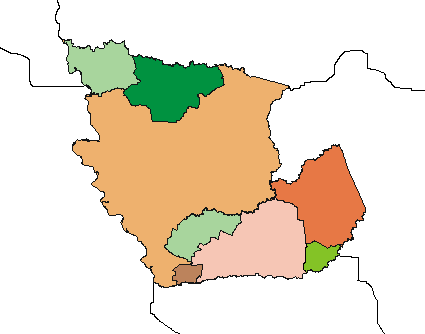
Округа департамента Консепсьон.

| № | Округа                                                 | Площадь, км² | Население, чел. (2011) |
| - | ------------------------------------------------------ | ------------ | ---------------------- |
| 1 | Белен (Belén)                                          | 285          | 9 112                  |
| 2 | Консепсьон (Concepciòn)                                | 6 540        | 68 630                 |
| 3 | Оркета (Horqueta)                                      | 2 889        | 52 573                 |
| 4 | Лорето (Loreto)                                        | 996          | 15 731                 |
| 5 | Сан-Карлос-дель-Апа (San Carlos del Apa)               | 2 036        | 2.690                  |
| 6 | Сан-Ласаро (San Lázaro)                                | 1081         | 9 060                  |
| 7 | Иби-Яу (Yby Yaú)                                       | 2 420        | 19 764                 |
| 8 | Асотей (Azotey)                                        | 793          | 15 342                 |
| 9 | Сархенто-Хосе-Феликс-Лопес (Sargento José Félix López) | 1 950        | 4 580                  |

## Экономика

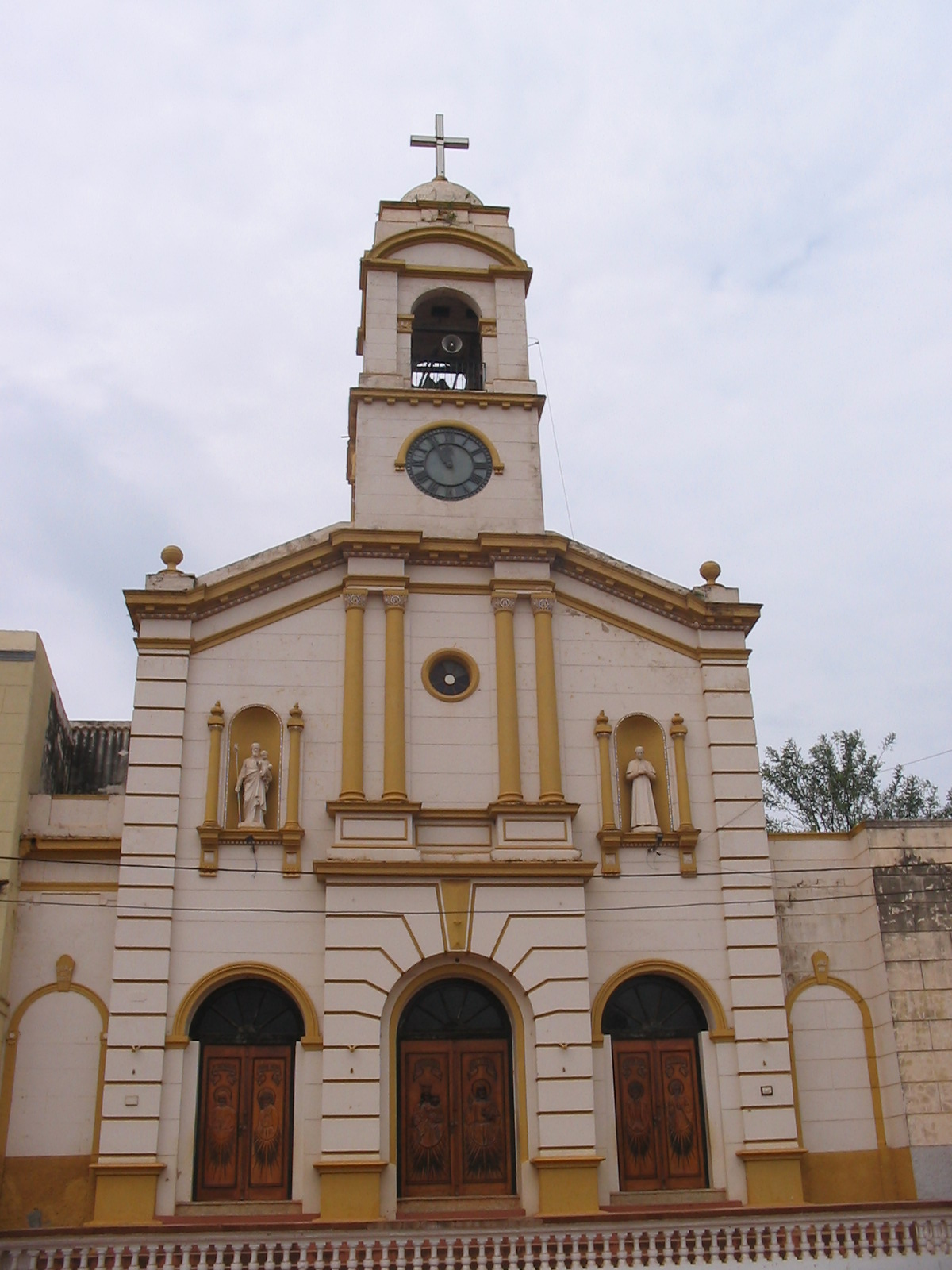
Церковь в Консепсьон

Основные сельскохозяйственные культуры: хлопок, сахарный тростник, пшеница, маис и маниок. Выращивают также бананы, кофе, грейпфруты, ананасы и др. Распространено скотоводство. Доля лесного хозяйства теряет значение из-за массовых вырубок лесов. Имеется производство цемента и заводы по переработке сельскохозяйственной продукции.